# 14 Samodzielny Pułk Lotnictwa Rozpoznania i Korygowania Ogniem Artylerii
14 Samodzielny Pułk Lotnictwa Rozpoznania i Korygowania Ogniem Artylerii – oddział lotnictwa artylerii ludowego Wojska Polskiego.

## Formowanie i zmiany organizacyjne
Jednostka została zorganizowana w lutym 1945 roku na lotnisku Bogorodsk, w Moskiewskim Okręgu Wojskowym, na bazie radzieckiego 93 Berlińskiego Czerwonego Sztandaru Orderu Suworowa Pułku Lotnictwa Rozpoznania i Korygowania Ogniem Artylerii(ros. 93-й отдельный корректировочно-разведывательный Берлинский Краснознаменный ордена Суворова авиационный полк). Równocześnie zmieniono numer poczty polowej z 22614 na 83752. Na stanowisko dowódcy pułku wyznaczono majora Mikołaja Sołowiewa, dotychczasowego zastępcę dowódcy 93 plrkoa.
Pułk utworzono w oparciu o sowiecki etat Nr 015/408 - корректировочный разведывательный авиаполк o stanie 270 żołnierzy, w tym 40 pilotów i 25 nawigatorów. Zgodnie z etatem, w pułku powinno znajdować się 36 samolotów, w tym 21 samolotów Ił-2, 10 samolotów Ła-5 i 5 samolotów Po-2.
W dniach 8 i 26 marca (rzut ziemny) oraz 13 kwietnia 1945 roku (rzut powietrzny) pułk został przebazowany na lotnisko Sanniki koło Sochaczewa, gdzie miał zostać uzupełniony polskim personelem lotniczym.
W dniu 1 maja 1945 roku pułk liczył 191 żołnierzy, w tym 25 pilotów i 26 nawigatorów oraz 16 samolotów Ił-2 i 5 samolotów Po-2.
Na podstawie rozkazu Nr 0249/Org. Naczelnego Dowódcy WP z dnia 13 września 1945 roku i rozkazu Nr 0173 dowódcy Lotnictwa WP z dnia 16 września 1945 roku pułk został rozformowany, a na jego bazie utworzono 1 Samodzielną Eskadrę Korekcji i Zwiadu o stanie etatowym 86 osób.
Na podstawie rozkazu Nr 019/Org. Naczelnego Dowódcy WP z dnia 22 stycznia 1946 roku i rozkazu Nr 08 dowódcy Lotnictwa WP z dnia 24 stycznia 1946 roku eskadra została rozformowana w lutym tego roku.